# Williams Bay
Williams Bay is een plaats (village) in de Amerikaanse staat Wisconsin, en valt bestuurlijk gezien onder Walworth County.

## Observatorium
In Williams Bay staat sinds 1897 het Yerkes Observatorium van de Universiteit van Chicago op 600 meter afstand van het meer Geneva.

## Demografie
Bij de volkstelling in 2000 werd het aantal inwoners vastgesteld op 2415. In 2006 is het aantal inwoners door het United States Census Bureau geschat op 2654, een stijging van 239 (9,9%).

## Geografie
Volgens het United States Census Bureau beslaat de plaats een oppervlakte van 9,0 km², waarvan 6,9 km² land en 2,1 km² water.

## Plaatsen in de nabije omgeving
De onderstaande figuur toont nabijgelegen plaatsen in een straal van 12 km rond Williams Bay.